# Prata Sannita
Prata Sannita est une commune de la province de Caserte dans la Campanie en Italie.

## Anecdote
Le 23 novembre 2007, un miracle se serait produit à Prata Sannita. L'œil gauche d'une statuette de saint Antoine aurait laissé échapper quelques larmes. Les autorités civiles et religieuses s'efforcent d'apporter quelques éclaircissements à cet évènement,.

## Économie
L'économie est constituée avant tout de l'agriculture et de ses dérivés.
Quelques centres touristiques tel le château ou le bourg médiéval sont à visiter ainsi que les quelques églises, couvents et abbayes. Il y a également deux centres aquatiques (piscines) qui font partie de l'économie.

## Monuments
- Château XVe siècle

- Église de San Pancrazio
- Église de Santa Maria delle Grazie
- Église de San Francesco et son couvent

## Fêtes, foires
- Festivités de la Saint-Antoine (13 août)
- Fête de la Madone, Beata Vergine dell'Addolorata (troisième dimanche de septembre)

## Administration
| Période                                  | Période  | Identité         | Étiquette | Qualité |
| ---------------------------------------- | -------- | ---------------- | --------- | ------- |
| 14 juin 2004                             | En cours | Alfonso La Banca |           |         |
| Les données manquantes sont à compléter. |          |                  |           |         |

### Hameaux
Prata Sannita Inferiore, Prata Sannita Superiore, Pantani, Fragneto, Rio, Cerasa

### Communes limitrophes
Ailano, Ciorlano, Fontegreca, Gallo Matese, Letino, Pratella, Raviscanina, Valle Agricola

### Évolution démographique
Habitants recensés